# António Ferro
António Joaquim Tavares Ferro OC • GOC • ComSE • GOSE (Santa Justa, Lisboa, 17 de Agosto de 1895 – Socorro, Lisboa, 11 de Novembro de 1956), conhecido por António Ferro, foi um escritor, jornalista, político e diplomata português. Casado com a poetisa Fernanda de Castro. Foi o grande dinamizador da política cultural do Estado Novo.

## Biografia
António Ferro nasceu a 17 de agosto de 1895 num terceiro andar do n.º 237 da Rua da Madalena, em Lisboa, no seio de uma família pequeno-burguesa. Foi batizado a 25 de dezembro de 1896 na igreja paroquial de Santa Justa, Lisboa. O pai, António Joaquim Ferro, natural de Beja (freguesia de Baleizão), era comerciante, e a mãe, sua mulher, Helena Emília Tavares Afonso, natural de Tavira, era doméstica. Um tio do lado materno, Pedro Tavares, oficial do Exército, publicara alguns livros da sua lavra: Estudos Histórico-Militares (1892), e também romances, como Margarida (1900) ou Regenerada (1905).
O prédio de sua casa ardeu integralmente no famoso «Fogo da Madalena», tinha António Ferro então 11 anos de idade. O jovem foi salvo por um bombeiro, tal como a restante família: a mãe, o pai, os irmãos Umbelina e Pedro, uma velha tia e ainda uma avó imobilizada.
Em 1911, estudante do Liceu Camões, é, embora cinco anos mais novo, colega e amigo de Mário de Sá-Carneiro. O poeta confia-lhe dois dos seus primeiros poemas, Quadras para a Desconhecida e A Um Suicida, ambos dedicados a Tomás Cabreira Júnior, com quem escrevera a peça Amizade e que se suicidara com um tiro, nas escadas do liceu, aos 20 anos de idade.
Em 1912, em colaboração com Augusto Cunha, seu futuro cunhado, publica Missal de Trovas, livro constituído por quadras ao gosto popular dedicadas a Augusto Gil e a Fausto Guedes Teixeira, que, numa edição de 1914, seriam acompanhadas de apreciações afectuosas de Fernando Pessoa, João de Barros, Mário de Sá-Carneiro, Afonso Lopes Vieira e Augusto Gil.
De 1913 a 1918 frequenta o curso de Direito na Faculdade de Direito da Universidade de Lisboa, que acabará por não concluir. Nessa altura, António Ferro, de aparência sossegada, pesada e pachorrenta, já demonstra o fôlego e a energia que o acompanharão toda a vida. Mobilizador de vontades e aglutinador de grupos, é voz activa e estimulante em tudo o que implique acção e organização.
Em 1914, com apenas 19 anos, António Ferro surge como editor oficial da Revista Orpheu, para o que foi escolhido pelo seu amigo Mário de Sá Carneiro, precisamente por ser ainda menor.
Enveredando pela carreira de jornalista, foi redator-principal do diário O Jornal 1919 (órgão do Partido Republicano Conservador), jornalista de O Século e do Diário de Lisboa, director durante alguns meses da revista Illustração Portugueza e repórter internacional do Diário de Notícias, para o qual entrevistou numerosas celebridades nacionais e estrangeiras.
Teve colaboração, em prosa e em verso, na II série da revista Alma nova  (1915-1918), Exílio (1915) e na segunda série de Contemporânea (1922-1924). Em 1921 publicou o manifesto modernista Nós. Em livro, publicou conferências, reportagens, entrevistas, contos, o livro de aforismos e paradoxos Teoria da Indiferença (1920) e o "romance fragmentário" Leviana (1921). Também se encontra colaboração da sua autoria na revista Ilustração  iniciada em 1926.
Depois de ter sido simpatizante do Partido Republicano, António Ferro evoluiu para sidonista, republicano conservador (próximo de Filomeno da Câmara).
Interessou-se e aprofundou conhecimentos sobre o fascismo e os regimes autoritários da época, como ficou patente na sua colectânea de entrevistas Viagem à Volta das Ditaduras (1927). Entrevistou Benito Mussolini três vezes, em Roma (na última entrevista, Mussolini ofereceu a Ferro dois retratos seus com dedicatória, um deles destinado a Salazar, que o colocou emoldurado sobre a sua secretária). Também Hitler concedeu uma breve entrevista a Ferro (que não se chegou a concretizar, segundo a sua neta Rita Ferro), bem como o ditador espanhol Primo de Rivera.
Sob o Estado Novo, António Ferro abraçou a carreira política, tendo dirigido o Secretariado da Propaganda Nacional (SPN), sob a tutela da presidência do Conselho de Ministros. Foi ele quem sugeriu a Salazar em 1932 a criação de um organismo que fizesse propaganda aos feitos do regime e foi dele, também, a formulação doutrinária, a partir desse ano, da chamada Política do Espírito, nome que teve em Portugal a política de fomento cultural subordinada aos fins políticos do regime. Depois de em Dezembro de 1932 ter publicado no Diário de Notícias uma série de entrevistas com o Presidente do Conselho de Ministros, reunidas em livro em 1933 (Salazar, o Homem e a Obra), Ferro foi chamado a assumir, como director do SPN, criado em Outubro de 1933, as funções simultâneas de chefe da propaganda e de responsável pela política cultural do Estado Novo. O organismo manteve o nome até final da II Guerra Mundial, quando passou a designar-se Secretariado Nacional de Informação (SNI). Ferro foi o seu director até 1949, quando partiu para a legação portuguesa em Berna.
Desenvolveu grande actividade nas áreas da propaganda interna e externa, edição, radiodifusão, cinema, teatro, bailado, jornalismo, turismo e actividades culturais em geral. Foi comissário-geral das exposições internacionais de Paris (1937) e de Nova Iorque (1939), teve um papel determinante na grande realização do Estado Novo que foi a Exposição do Mundo Português (1940), tendo dirigido a Revista dos Centenários , órgão de propaganda da mesma. Foi fundador do Museu de Arte Popular, da Companhia Portuguesa de Bailado Verde Gaio (1940) e presidente da Emissora Nacional (1941). No plano do turismo, foi por sua iniciativa que foram criadas as Pousadas a partir de 1941-1942. Foi também fundador, em 1941, da revista de arte e turismo Panorama e dirigiu em parceria com Lourival Fontes a revista luso-brasileira Atlântico .
[carece de fontes?]
De 1949 a 1954 foi Ministro Plenipotenciário de Portugal na legação em Berna e de 1954 a 1956 em Roma.
A 12 de agosto de 1922, casou civilmente em Lisboa, por procuração, com Fernanda de Castro, tendo sido representado pelo seu amigo, Augusto Cunha. Deste casamento nasceram António Gabriel de Quadros Ferro (o escritor António Quadros); e Fernando Manuel de Castro e Quadros Ferro (o editor e tradutor Fernando de Castro Ferro).
António Ferro morreu a 11 de novembro de 1956, aos 61 anos, vítima de colecistite (perfuração coberta da vesícula biliar), no Hospital de São José, freguesia do Socorro, em Lisboa.

## Obra publicada e inédita
1912: Missal de Trovas, em colaboração com Augusto Cunha. Prefácios de João de Barros, Fernando Pessoa, Mário de Sá-Carneiro, Afonso Lopes Vieira, João Lúcio, Júlio Dantas, Alberto Osório de Castro, Augusto Gil. Capa: Rodríguez Castañé. Lisboa: Livraria Ferreira, 1912.
1917: As Grandes Trágicas do Silêncio. Capa: Armando Basto. Lisboa: edição do autor, 1917.
1918: O Ritmo da Paisagem. 
Lisboa: edição do autor, 1918.
1920: Teoria da Indiferença. 
Capa: Armando Basto. 
Lisboa: Portugália Editora, 1920. Árvore de Natal. 
Capa: Jorge Barradas. 
Lisboa: Portugália Editora, 1920.
1921: Teoria da Indiferença. 
Capa: Armando Basto. 
Lisboa: Portugália Editora, 1921. Colette, Willy, Colette. 
Capa: António Soares. 
Lisboa/Rio de Janeiro: H. Antunes-Editor, 1921. Leviana. Novela em fragmentos. 
Capa e ilustrações: António Soares. 
Lisboa/Rio de Janeiro: H. Antunes & Cª Editores, 1921. Nós. 
Lisboa: edição do autor, [1921].
1922: Gabriel d’Annunzio e Eu. 
Capa: Bernardo Marques. 
Lisboa: Portugália Editora, 1922.
1923: A Arte de Bem Morrer. 
Prefácio de Menotti del Picchia. 
Capa: Almada Negreiros.
Rio de Janeiro: H. Antunes & Cª Editores, 1923. A Idade do Jazz-Band. 
Prefácios de Carlos Malheiro Dias, Guilherme de Almeida, Ronald de Carvalho. 
Rio de Janeiro: H. Antunes & Cª Editores, 1923. Batalha de Flores.
Capa: António Soares. 
Rio de Janeiro: H. Antunes & Cª Editores, 1923.
Leviana. Novela em fragmentos. 
Capa e ilustrações: António Soares. 
Lisboa: Roger Delraux, 1923.
1924: Mar Alto. 
Lisboa: Portugália Editora, 1924.
1925: A Amadora dos Fenómenos. 
Capa: Bernardo Marques. 
Porto: Livraria Civilização, 1925.
1927: Viagem à Volta das Ditaduras. 
Prefácio de Filomeno da Câmara. 
Capa: Bernardo Marques. 
Lisboa: Empresa «Diário de Notícias», 1927.
1929: Praça da Concórdia. 
Prefácio do autor. 
Capa: Bernardo Marques. 
Lisboa: Empresa Nacional de Publicidade, 1929.
Leviana. Novela em fragmentos. 
Capa e ilustrações: António Soares. 
Lisboa: Roger Delraux, 1929.
1930: Novo Mundo, Mundo Novo. 
Capa: Bernardo Marques. 
Lisboa: Portugal/Brasil, 1930.
1931: Hollywood, Capital das Imagens. 
Prólogo do autor.
Capa: Bernardo Marques. 
Lisboa: Portugal/Brasil, 1931.
1933: Salazar: O Homem e a sua Obra. 
Prefácio de Oliveira Salazar. 
Lisboa: Empresa Nacional de Publicidade, 1933. 
[com edições publicadas posteriormente em francês, inglês, italiano, espanhol, polaco e concani].
Prefácio da República Espanhola. 
Prefácio do autor. 
Lisboa: Empresa Nacional de Publicidade, 1933.
1934: Salazar: Le Portugal et son Chef. 
Prefácio de Oliveira Salazar. 
Paris : Éditions Bernard Grasset, 1934.
1935: Salazar y su Jefe. 
Prefácio de Oliveira Salazar. 
Santiago de Chile: Biblioteca Ercilla, 1935.
1936: Dyktator Wspolczesnej Portugalji Salazar. 
Prefácio de Oliveira Salazar. 
Warszawa, Bibljoteka Polska, 1936.
1939: Salazar; Portugal and her Leader. 
Prefácio de Oliveira Salazar. 
London: Faber and Faber Limited, 1939.
1941: Homens e Multidões. 
Prólogo do autor. 
Lisboa: Bertrand, 1941.
1943: Dez Anos de Política do Espírito 1933 1943. 
Lisboa: Edições SNI, 1943.
1949: Apontamentos para uma Exposição. 
Colecção “Politica do Espírito”. 
Lisboa: Edições SNI, 1949.
Arte Moderna. 
Colecção “Politica do Espírito”. 
Lisboa: Edições SNI, 1949.
Artes Decorativas. 
Colecção “Politica do Espírito”. 
Lisboa: Edições SNI, 1949.
Eça de Queiroz e o Centenário do seu Nascimento. 
Colecção “Politica do Espírito”. 
Lisboa: Edições SNI, 1949.
Estados Unidos da Saudade. 
Colecção “Política de Espírito”. 
Lisboa: Edições SNI, 1949.
Imprensa Estrangeira. 
Colecção “Politica do Espírito”. 
Lisboa: Edições SNI, 1949.
Jogos Florais. 
Colecção “Politica do Espírito”. 
Lisboa: Emissora Nacional, 1949.
Museu de Arte Popular. 
Colecção “Politica do Espírito”. 
Lisboa: Edições SNI, 1949.
Panorama dos Centenários 1140-1640. 
Colecção “Politica do Espírito”. 
Lisboa: Edições SNI, 1949.
Turismo Fonte de Riqueza e de Poesia. 
Colecção “Politica do Espírito”. 
Lisboa: Edições SNI, 1949.
1950: Prémios Literários 1934 1947. 
Colecção “Politica do Espírito”. 
Lisboa: Edições SNI, 1950.
Problemas da Rádio. 
Colecção “Politica do Espírito”. 
Lisboa: Edições SNI, 1950.
Sociedades de Recreio. 
Colecção “Politica do Espírito”. 
Lisboa: Edições SNI, 1950.
Teatro e Cinema 1936-1949. 
Colecção “Politica do Espírito”. 
Lisboa: Edições SNI, 1950.
1954: D. Manuel II, o Desventurado.
Lisboa: Livraria Bertrand, 1954.
1957: Saudades de Mim. 
Prefácio de António Quadros. 
Lisboa: Livraria Bertrand, 1957.
1978: Salazar: o homem e a sua obra. 
Prefácio de Oliveira Salazar. 
Lisboa: Edições do Tempo, 1978.
1979: Leviana. Novela em fragmentos. 
Capa e ilustrações: António Soares. 
Lisboa: Roger Delraux, 1979.
Teoria da Indiferença. 
Capa: Armando Basto. 
Lisboa: Portugália Editora, 1979.
1982: Salazar: o homem e a sua obra. 
Prefácio de Oliveira Salazar. 
Lisboa: Edições Fernando Pereira, 1982.
1989: Batalha de Flores. 
Prefácio de António Quadros. 
Capa: António Soares. 
Lisboa: Europress, 1989.
1996: Leviana. 
Capa: Francisco Providência.
Colecção “Brevíssima Portuguesa”, n.º 13.
Lisboa: Contexto Editora, 1996.
2003: Entrevistas de António Ferro a Salazar. 
Prefácio de Fernando Rosas. 
Lisboa: Parceria A. M. Pereira, 2003.
2007: Entrevistas a Salazar. 
Prefácio de Fernando Rosas. 
Lisboa: Parceria A. M. Pereira, 2007.
2016: Novo Mundo, Mundo Novo (fac-simile). 
Capa: Bernardo Marques.
Lisboa: A Bela e Monstro, Editores/Jornal Público, 2016.
2018: Algumas Memórias do Bom Jesus do Monte
Coautoria: Camilo Castelo Branco, Raul Brandão, António Ferro, António Manuel Couto Viana.
Coordenação: Eduardo Jorge Madureira Lopes. 
Braga: Fundação Bracara Augusta, 2018.
Inéditos: A suspeita (episódio dramático em um acto e dois quadros, assinado com o pseudónimo «João Simples», terminado a 4 de Setembro de 1912).
Confissão Pública (diário).
Eu não sei dançar (peça em 3 actos).
O Estandarte (peça em 3 actos).

## Homenagens
- A 5 de Outubro de 1930 foi feito Oficial da Ordem Militar de Nosso Senhor Jesus Cristo[14]
- A 23 de Setembro de 1931 foi feito Comendador da Antiga, Nobilíssima e Esclarecida Ordem Militar de Sant'Iago da Espada, do Mérito Científico, Literário e Artístico[14]
- A 4 de Março de 1941 foi elevado a Grande-Oficial da Antiga, Nobilíssima e Esclarecida Ordem Militar de Sant'Iago da Espada, do Mérito Científico, Literário e Artístico[14]
- A 4 de Novembro de 1941 recebeu a Grã-Cruz da Ordem da Coroa da Roménia [15]
- A 29 de Outubro de 1943 foi elevado a Grande-Oficial da Ordem Militar de Nosso Senhor Jesus Cristo.[14]